# 梅里河
梅里河（英語：Merri River）位於澳大利亞維多利亞州格萊內爾格河霍普金斯集水區的一條河流。梅里在澳大利亞土著的語言中解作岩石（rocky）。